# Lithraea caustica
Lithraea caustica là một loài thực vật có hoa trong họ Đào lộn hột. Loài này được (Molina) Hook. & Arn. mô tả khoa học đầu tiên năm 1833.